# Adam le Fondre
Glenville Adam James Le Fondre (Stockport, Inglaterra, 2 de diciembre de 1986) es un futbolista inglés que juega de delantero en el F.C United of Manchester de la Northern Premier League.

## Clubes
| Club                                   | País       | Año       |
| -------------------------------------- | ---------- | --------- |
| Stockport County F. C.                 | Inglaterra | 2004-2007 |
| Rochdale A. F. C. (cedido)             | Inglaterra | 2007      |
| Rochdale A. F. C.                      | Inglaterra | 2007-2009 |
| Rotherham United F. C.                 | Inglaterra | 2009-2011 |
| Reading F. C.                          | Inglaterra | 2011-2014 |
| Cardiff City F. C.                     | Gales      | 2014-2017 |
| Wolverhampton Wanderers F. C. (cedido) | Inglaterra | 2015-2016 |
| Wigan Athletic F. C. (cedido)          | Inglaterra | 2016-2017 |
| Bolton Wanderers F. C. (cedido)        | Inglaterra | 2017      |
| Bolton Wanderers F. C.                 | Inglaterra | 2017-2018 |
| Sydney F. C.                           | Australia  | 2018-2023 |
| Mumbai City F. C. (cedido)             | India      | 2020-2021 |
| Hibernian F. C.                        | Escocia    | 2023-     |

## Palmarés

### Títulos nacionales
| Título                       | Club              | País       | Año  |
| ---------------------------- | ----------------- | ---------- | ---- |
| Football League Championship | Reading F. C.     | Inglaterra | 2012 |
| A-League                     | Sydney F. C.      | Australia  | 2019 |
| A-League                     | Sydney F. C.      | Australia  | 2020 |
| Superliga de India           | Mumbai City F. C. | India      | 2021 |